# Jelle Sels
Jelle Sels (ur. 10 sierpnia 1995 w Woerden) – holenderski tenisista.

## Kariera tenisowa
W karierze zwyciężył jednym singlowym turnieju cyklu ATP Challenger Tour. Ponadto wygrał pięć singlowych i cztery deblowe turnieje rangi ITF. 
W rankingu gry pojedynczej najwyżej był na 127. miejscu (28 listopada 2022), a w klasyfikacji gry podwójnej na 201. pozycji (20 czerwca 2022).

### Zwycięstwa w turniejach ATP Challenger Tour

#### Gra pojedyncza
| Końcowy wynik | Nr | Data                | Turniej              | Nawierzchnia  | Przeciwnik     | Wynik finału |
| ------------- | -- | ------------------- | -------------------- | ------------- | -------------- | ------------ |
| Zwycięzca     | 1. | 9 października 2022 | Mouilleron-le-Captif | Twarda (hala) | Vasek Pospisil | 6:4, 6:3     |